# Jean-Paul Trachier
 (février 2021).
Si vous disposez d'ouvrages ou d'articles de référence ou si vous connaissez des sites web de qualité traitant du thème abordé ici, merci de compléter l'article en donnant les références utiles à sa vérifiabilité et en les liant à la section « Notes et références ».
Jean-Paul Trachier (10 juin 1925 - 19 décembre 2007) est un journaliste et un astronome amateur français, fondateur de l'observatoire de Triel-sur-Seine et du Parc aux étoiles. Il a consacré une partie de sa vie à la vulgarisation de l'Astronomie auprès des enfants, suscitant de nombreuses vocations.
Il fut à l'origine du mensuel Recherche et Nature, puis avec Pierre Bourge à l'origine de la revue Ciel et Espace et avec Albert Ducrocq et Philippe de La Cotardière à l'origine du mensuel Espace & Civilisation. Il a réalisé de nombreuses émissions radiophoniques à Radio Bleue (aujourd'hui France Bleu) et France Inter.
Il fut Commissaire Général de la Foire de Paris.
Jean-Paul Trachier est le père de la violoniste Francine Trachier et de l'organiste Olivier Trachier.

## Décorations et Médailles
Résistant ayant rejoint Londres en 1942 et engagé volontaire dans la Royal Air Force, Jean-Paul Trachier est Croix de guerre 1939-1945, Officier des Palmes académiques et Chevalier du Mérite agricole.
Il a de nombreuses autres médailles et décorations, françaises et étrangères, à titre civil et à titre militaire.
Il a été en 1990 lauréat du "Prix Edmond Girard" de la Société astronomique de France.